# Penne-d'Agenais
Penne-d'Agenais é uma comuna francesa na região administrativa da Nova Aquitânia, no departamento Lot-et-Garonne. Estende-se por uma área de 46,94 km². Em 2010 a comuna tinha 2 387 habitantes (densidade: 50,9 hab./km²).